# 洪水河 (山丹河)
洪水河，是位于中国西北地区的一条河流，也称洪水大河，汉代称氏水，魏晋称元川，唐朝为金山河，元代称西水关，明朝时甘州巡抚唐译以其山谷土石皆赤，色如渥丹而改称“洪水河”，为山丹河（大马营河）左岸支流。洪水河发源于青海省海北藏族自治州祁连县东北部祁连山龙孔岭北坡，汇集了东起卡登山，西至青羊沟大板之间的多条支流，自西南向东北流，于火石沟进入甘肃省张掖市民乐县境内，过双树寺水库后出山口转西北流，经民乐县城西和石岗墩滩，最后于张掖市甘州区碱滩镇太平堡汇入山丹河。全长87千米，流域面积1064平方千米，其中出山口以上流域面积680平方千米，年均径流量1.39亿立方米。